# Крістоф Віллібальд Глюк
Крі́стоф Ві́ллібальд Глюк (нім. Christoph Willibald Ritter von Gluck; 2 липня 1714 — 15 листопада 1787) — німецький композитор, представник музичного класицизму. Автор 49-ти опер, його вважають реформатором оперного мистецтва, який відкрив нові шляхи розвитку жанру, наголосивши на важливості підпорядкування всіх засобів виразності єдиному драматургічному задуму. Глюк був різнобічно обдарованим музикантом — він грав на багатьох інструментах, співав, добре знав особливості балетного мистецтва. Разом із віденським балетмейстером і лібретистом Г. Анджоліні він створив і поставив на сцені кілька хореографічних драм. Глюк був також видатним оперним диригентом. Його діяльність сприяла підвищенню рівня оперного виконання, тому що композитор ставив перед артистами складні й відповідальні завдання.

## Предки та походження
Найдавнішим відомим предком Глюка був його прадід Симон Глюк вон Рокензан, його ім'я зареєстроване лише в шлюбному контракті (1672) його сина, який був дідом Крістофа, лісничого Йоганна (Ганса) Адама Глюка (1649-1722). Вважають, що Рокензан походить з округу Рокицани, який розташований у центральній частині західної Богемії (приблизно 70 км на південний захід від Праги та 16 км на схід від Пльзені). Прізвище Глюк, ймовірно, походить від чеського слова, яке означає хлопчик (kluk). У різних варіантах написання воно неодноразово трапляється в записах Рокицанів. Близько 1675 року Ганс Адам переїхав до Нойштадта-ан-дер-Вальднаб на службу до князя Фердинанда Августа фон Лобковіца, який володів великими земельними володіннями в Богемії, а також графством Штернаштайн-Нойштадт у Верхньому Пфальці.
Батько Глюка, Александр, народився у Нойштадті-ан-дер-Вальднабі 28 жовтня 1683 року одним з чотирьох синів Ганса Адама Глюка, які стали лісничими та єгерами. Александр служив у війську під керівництвом Філіпа-Гіазінта фон Лобковіца, сина Фердинанда-Августа фон Лобковіца, під час війни за іспанську спадщину. Згодом піднявся до рівня зброєноші великого генерала імперійських військ Євгенія Савойського. 1711 року Александр оселився за межами Брехенга як лісник та мисливець на службі в монастирі Зелінгенпортен, абатстві Плнакштеттен. У 1711 або в 1712 році він зайняв вакантну посаду мисливця в Ерасбаху (його попередника знайшли застреленим у лісі).
Про матір Глюка, Марію Вальбургу, майже нічого не відомо, включаючи її прізвище, але вона, ймовірно, виросла в тій самій місцевості, де її назвали на честь святої Вальбурги, сестри святого Віллібальда, першого єпископа сусіднього Айхштета. Церква у Вайденванзі була освячена святому Віллібальду (як і вся єпархія Айхштетт, до якої вона належала), й ім’я Віллібальд часто є в книзі хрещення, як друге ім’я. У жодних документах, які стосуються життя Глюка, не використовується ім'я Віллібальд. Лише в ХІХ столітті науковці почали використовувати його, щоб відрізнити композитора від брата його батька Йоганна Крістофа, який народився в 1700 році, чиє хрещення раніше плутали з хрещенням композитора. Ймовірно, пара одружилася приблизно в 1711 році. 1713 року Александр побудував будинок в Ерасбаху і 12 вересня став його власником. Сам Глюк ніколи не використовував імені Віллібальд.

## Біографія

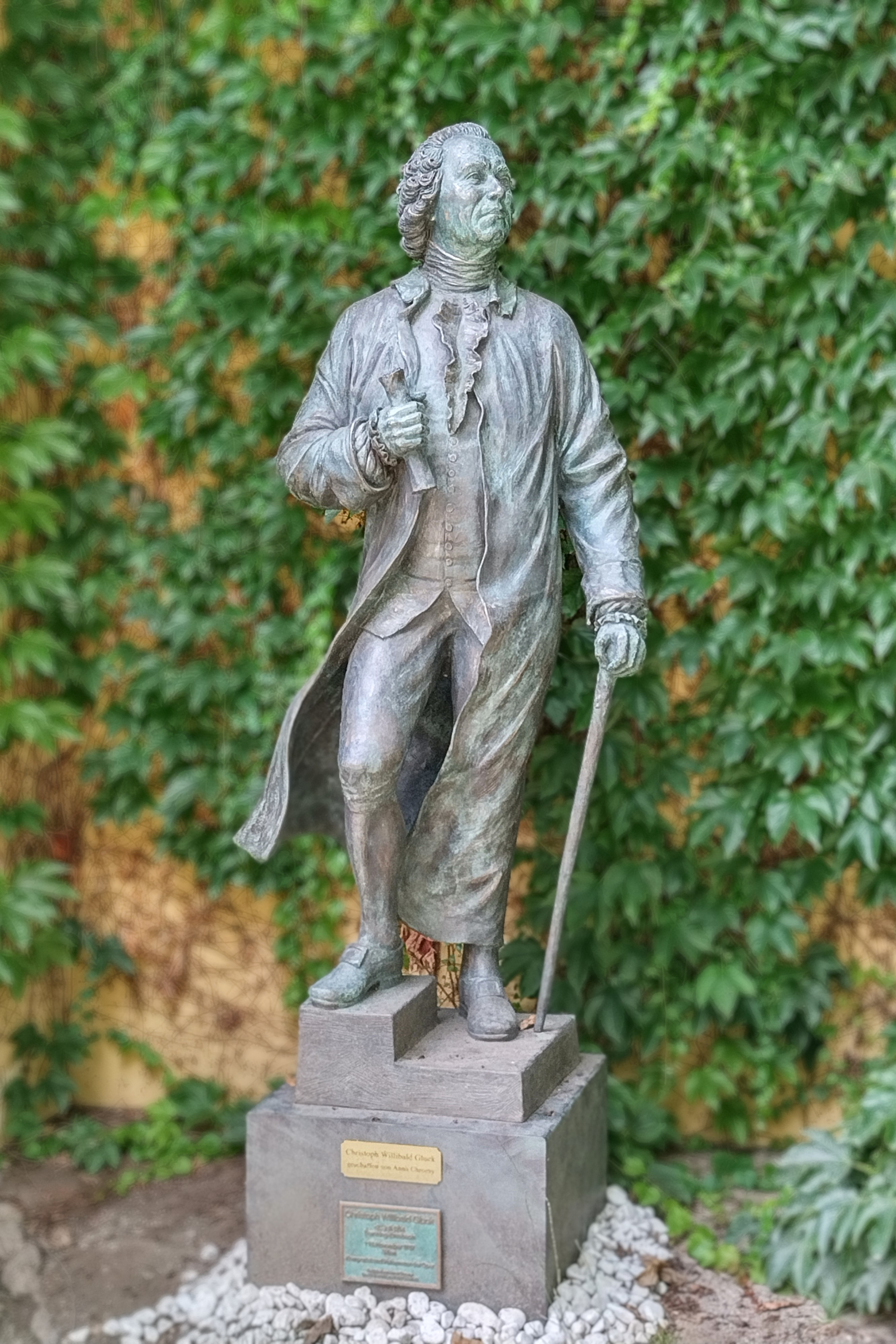
Пам'ятник Крістофу В. Глюку біля будівлі Палфійського палацу у Празі

Народився в Ерасбасі (Баварія). 1726 року вступив у єзуїтську колегію в чеському місті Комотау, де провчився 6 років і співав у хорі шкільної церкви. У ці роки Глюк опанував грецьку й латинську мови, ознайомився з античною літературою й поезією, що в класичну епоху було необхідне оперному композиторові, адже оперне мистецтво ґрунтувалося переважно на античній тематиці.
У 1726—1732 роках навчався на факультеті філософії у Празькому університеті, одночасно продовжував заняття музикою під керівництвом Богуслава Чорногорського.
1736 року у Відні написав перші опери на тексти Метастазіо.
У 1737—1746 роках вдосконалював майстерність у Мілані під керівництвом Джованні Саммартіні, написав опери-серіа, які були поставлені в оперних театрах Італії.
1746 року Глюк переїхав до Лондона. В Англії написав опери-серії «Артамена» й «Падіння гігантів».
Наступний важливий період у творчій діяльності Глюка пов'язаний з роботою в сфері французької комічної опери для французького театру у Відні (1750—1773), куди він переїхав після перебування в ряді інших країн. У Відні 1756 року Глюк був нагороджений Орденом Золотої шпори, який отримав від папи Бенедикта XIV.
5 жовтня 1762 року у Відні було поставлено оперу «Орфей і Еврідіка» на текст Кальцабіджі. Цю оперу вважають початком оперно-реформаторської діяльності композитора. Через п'ять років після «Орфея», 26 грудня 1767 року там же, у Відні, відбулася прем'єра опери Глюка «Альцеста». В «Альцесті» композитор ще послідовніше, ніж в «Орфеї» втілив свої музично-драматичні принципи. Живучи й працюючи в 1760-ті роки у Відні, Глюк відбив у своїй творчості особливості складного в цей період віденського класичного стилю.
У квітні 1774 року в Парижі відбулася перша постановка нової опери Глюка «Іфігенія в Авліді», французьке лібрето якої написав Дю Рулле за мотивами трагедії Жана Расіна тієї ж назви. Ця постановка викликала бурхливу реакцію в музичному світі.

## Творчість
Глюк є автором 49 опер, серед яких найвідоміші — «Орфей і Еврідіка», «Альцеста», «Іфігенія в Тавриді». Ці твори характеризуються глибоким ідейним змістом, прагненням до вираження сильних почуттів, людяністю, поєднанням піднесеної простоти й монументальності, трагічного пафосу і ліризму. Головним досягненням композитора стало підпорядкування всіх засобів виразності оперного спектаклю єдиному драматургічному задумові. Прагнучи перебороти номерну структуру опери, Глюк поєднував окремі епізоди у більші ланцюги, сполучені єдиним драматичним розвитком, підсилював у речитативних епізодах декламаційну виразність, в аріях відмовився від зовнішньої віртуозності, значно драматизував і підвищив роль хору й оркестру. По-новому трактував композитор і увертюру, розглядаючи її як «вступний огляд змісту» (особливо показова в цьому змісті увертюра до «Іфігенії в Авліді»).
Внаслідок корінних перетворень опери Глюк створив класичний тип музичної драми. Він передбачив ряд важливих рис наступного часу — інтонації епохи Великої французької революції і деякі елементи музичного романтизму. Він вплинув на творчість Л. Керубіні, Г. Спонтіні, Л. ван Бетховена, а потім Г. Берліоза, Ф. Ліста й особливо Р. Вагнера.